# Klaus Wagenbach
Klaus Wagenbach (* 11. Juli 1930 in Berlin-Tegel; † 17. Dezember 2021 in Berlin) war ein deutscher Verleger und Autor. Er war Gründer und langjähriger Inhaber des Wagenbach-Verlages. Nach 38 Jahren übergab er im Jahr 2002 die Leitung an seine Frau Susanne Schüssler.

## Leben
Klaus Wagenbach war der zweite Sohn des Geschäftsführers des Bundes Deutscher Bodenreformer, Bankangestellten und späteren CDU-Politikers Joseph Wagenbach und dessen Frau Margarete, geb. Weißbäcker, einer Telefonistin.
Wagenbach absolvierte ab 1949 eine Buchhandelslehre in den Verlagen Suhrkamp und S. Fischer. Sein Lehrmeister und Herstellungsleiter Fritz Hirschmann im S. Fischer Verlag machte ihn mit der Literatur von Franz Kafka bekannt und weckte sein lebenslang anhaltendes Interesse für diesen Autor. Ab 1951 studierte er Germanistik, Kunstgeschichte und Archäologie an der Universität Frankfurt und wurde 1957 bei Josef Kunz über Franz Kafka promoviert. Danach wurde Klaus Wagenbach Lektor im Modernen Buchclub Darmstadt, ab Ende 1959 Lektor für deutsche Literatur im S. Fischer Verlag in Frankfurt am Main. Nachdem dieser von Holtzbrinck aufgekauft und Wagenbach entlassen worden war, gründete er in Berlin 1964 seinen eigenen Verlag, der sich die Prinzipien „Geschichtsbewusstsein, Anarchie, Hedonismus“ zum Ziel setzte und von 1970 bis 1973 als Kollektiv organisiert war.
Für den Sender Freies Berlin (SFB) realisierte Wagenbach die Schulfunk-Reihe Deutsche Literatur im 20. Jahrhundert, die schließlich mit der Entlassung Wagenbachs endete. Für die SPD nahm er zur Bundestagswahl 1965 am Projekt Wahlkontor der SPD teil.
Er wurde in den 1960er Jahren zu einer bekannten Persönlichkeit der Außerparlamentarischen Opposition (APO) und der Studentenbewegung. Nachdem er 1965 als Verleger von Wolf Biermann die persönlich vorgetragene Forderung des späteren DDR-Vize-Kulturministers Klaus Höpcke abgelehnt hatte, keine weiteren Auflagen des Buches Drahtharfe von Biermann zu drucken, erhielt Wagenbach ein Lizenz-, Ein- und Durchreise-Verbot für die DDR, das bis 1972 (Ostverträge, Transitabkommen) andauerte.

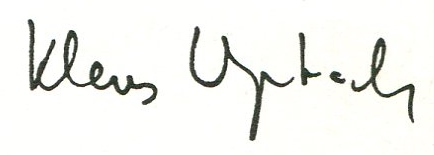
Signatur Klaus Wagenbach

Wagenbach setzte 1970 den fingierten Buchvertrag auf, der eine der Voraussetzungen für die gewaltsame Befreiung von Andreas Baader aus der Haft war; unter Hinweis auf ein angebliches Buchprojekt wurde ein Treffen mit Ulrike Meinhof außerhalb der Haftanstalt gestattet, bei dem Andreas Baader die Flucht gelang. Wagenbach erhielt neun Monate auf Bewährung.
Der Rotbuch Verlag spaltete sich 1973 ab. Bei mehreren Strafprozessen wurde Wagenbach durch den damaligen Berliner Anwalt Otto Schily verteidigt. Er wurde 1974, unter anderem wegen der Veröffentlichung eines RAF-Manifests, zu neun Monaten Gefängnis, auf zwei Jahre zur Bewährung ausgesetzt, verurteilt wegen „Aufforderung zur Bildung einer kriminellen Vereinigung, zur erschwerten und einfachen Sachbeschädigung, zum Diebstahl, zur Körperverletzung sowie zum Hausfriedensbruch“. 1975 wurde er wegen Beleidigung und übler Nachrede zu einer Geldstrafe von 1800 DM verurteilt, weil er die Ermordung Benno Ohnesorgs durch den Polizisten Karl-Heinz Kurras sowie die Erschießung des Georg von Rauch als „Mord“ bezeichnet hatte. Wagenbach hielt im März 1972 für seinen engen Freund, den italienischen Verleger Giangiacomo Feltrinelli, die Grabrede; am 15. Mai 1976 sprach er am Grab von Ulrike Meinhof.
Von 1979 bis 1999 betreute er als Mitherausgeber auch den Freibeuter, eine literarisch anspruchsvolle und linksorientierte Vierteljahresschrift mit Themenheften zu Kultur und Politik. Von 1968 bis 1987 gab er zudem, unter anderem mit Michael Krüger, den Tintenfisch, ein Jahrbuch zur deutschen Literatur, sowie von 1970 bis 1978 – überwiegend mit Wolfgang Dreßen – das Sozialistische Jahrbuch/Jahrbuch Politik heraus.
1989 gehörte er zu den Initiatoren des Artikel 19 Verlag, ein Gemeinschaftsverlag, der Die satanischen Verse von Salman Rushdie in deutscher Übersetzung herausbrachte.
Als Verleger veröffentlichte er u. a. Liebesgedichte von Erich Fried und hunderte von Büchern aus und über Italien. Er erhielt eine Honorarprofessur für Neuere deutsche Literatur an der Freien Universität Berlin und war Kafka-Spezialist. Viele Jahre trug er selbstironisch den Ehrentitel „Kafkas dienstälteste, lebende Witwe“, da er neben seiner Forschung auch die weltweit größte Sammlung an Fotografien zu Kafka aufweisen konnte. Im Jahr 2002 übergab er die Verlagsleitung an seine Frau Susanne Schüssler. Ab 2010 zog er sich auch mehr und mehr von der Lektoratsarbeit im Verlag zurück. Er war Mitglied im PEN-Zentrum Deutschland.
Wagenbach war von 1954 bis 1977 mit Katharina Wagenbach-Wolff verheiratet. Mit ihr hatte er drei Töchter. Von 1986 bis zu ihrem Tod im Jahre 1991 war er mit Barbara Herzbruch verheiratet. Ab 1996 war er in dritter Ehe mit Susanne Schüssler verheiratet und hatte mit ihr eine Tochter. Wagenbach lebte am Savignyplatz in Berlin und in der Toskana. Er starb im Dezember 2021 im Alter von 91 Jahren in Berlin. Im April 2022 wurde er in der Gemeinde Torrita di Siena beigesetzt.

## Ehrungen und Auszeichnungen
- 1979: Deutscher Kritikerpreis
- 1985: Premio Montecchio
- 1988: Ritter des Verdienstorden der Italienischen Republik[17]
- 1990: Premio Nazionale per la Traduzione
- Verdienstorden der Bundesrepublik Deutschland
  - 1990 Verdienstkreuz Erster Klasse
  - 2001 Großes Verdienstkreuz
- 1994: Honorarprofessor für neuere deutsche Literatur an der Freien Universität Berlin
- 1999: Hugo-Ball-Preis
- 2001: Ritter der französischen Ehrenlegion[18]
- 2002: Kythera-Preis
- 2006: Ehrendoktorwürde der Universität Urbino
- 2006: Ehrenpreis des österreichischen Buchhandels für Toleranz in Denken und Handeln
- 2006: Rahel-Varnhagen-von-Ense-Medaille
- 2010: Kurt-Wolff-Preis
- 2014: Enrico-Filippini-Preis
- 2017: Max-Herrmann-Preis
- Ehrenvorsitzender der Johannes-Bobrowski-Gesellschaft[19]
- Ehrenmitglied im Präsidium der Erich-Fried-Gesellschaft[20]

## Veröffentlichungen

### Werke
- Franz Kafka. Eine Biographie seiner Jugend 1883–1912. Francke, Bern 1958. Erweiterte Neuausgabe: Wagenbach, Berlin 2006, ISBN 978-3-8031-3620-6 (Zugleich Dissertation an der Universität Frankfurt 1957)
- Franz Kafka, in Selbstzeugnissen und Bilddokumenten. Rowohlt, Reinbek bei Hamburg 1964, ISBN 3-499-50091-4. (35. Auflage, 2001).
- Eintritt frei. Beiträge zur öffentlichen Meinung. Luchterhand, Darmstadt 1982, ISBN 978-3-4726-1396-1.
- Franz Kafka. Bilder aus seinem Leben. Wagenbach, Berlin 1983; erweiterte und veränderte Neuausgabe: Berlin 2008, ISBN 978-3-8031-3625-1.
- Kafkas Prag. Ein Reiselesebuch. Wagenbach, Berlin 1993, ISBN 978-3-8031-1141-8.
- Der Verlag Klaus Wagenbach. Wie ich hineinkam und wie er zwischen 1965 und 1980 aussah. In: Rita Galli (Hrsg.): Ausgerechnet Bücher. Einunddreißig verlegerische Selbstporträts. Ch. Links Verlag, Berlin 1998, ISBN 3-86153-167-4, S. 96–105.
- Die Freiheit des Verlegers – Erinnerungen, Festreden, Seitenhiebe. Wagenbach, Berlin 2010, ISBN 978-3-8031-3632-9.

### (Mit-)Herausgeberschaft (Auswahl)
- Atlas, zusammengestellt von deutschen Autoren. Wagenbach, Berlin 1965. Erweiterte Neuausgabe: Berlin 2004, ISBN 978-3-8031-3188-1.
- mit Jürgen Born und Malcolm Pasley (Hrsg.): Kafka-Symposion. Wagenbach, Berlin 1965 (DNB 452290406), als Taschenbuch: dtv-TB 77, München 1969 (DNB 457126388).
- Tintenfisch – Jahrbuch für Literatur. Wagenbach, Band 1 ff., Berlin 1968 ff.
- (Hrsg.): Lesebuch. Deutsche Literatur der sechziger Jahre. Wagenbach, Berlin 1968, (Lesebuch für die Oberstufe).
- Vaterland, Muttersprache. Deutsche Schriftsteller und ihr Staat von 1945 bis heute. Wagenbach, Berlin 1979. Neuausgabe 2004, ISBN 978-3-8031-3110-2.
- (mit Heinrich von Berenberg): Deutsche demokratische Reise – ein literarischer Reiseführer durch die DDR. Wagenbach, Berlin 1989, ISBN 978-3-8031-0171-6.
- Italienische Liebesgeschichten. Wagenbach, Berlin 1991, ISBN 978-3-8031-1125-8.
- Deutsche Orte. Wagenbach, Berlin 1991, ISBN 3-8031-1122-6.
- Amore! oder Der Liebe Lauf. Wollust, Seitenpfade, Irr- und Unsinn. Wagenbach, Berlin 1996, ISBN 978-3-8031-1160-9.
- Wie der Hund und der Mensch Freunde wurden. Italienische Kindergeschichten. Wagenbach, Berlin 1999, ISBN 978-3-8031-1181-4.
- Nach Italien! Anleitung für eine glückliche Reise. Wagenbach, Berlin 2000, ISBN 978-3-8031-1188-3.
- Die weite Reise. Mittelmeergeschichten. Wagenbach, Berlin 2002, ISBN 978-3-8031-2432-6.
- Franz Kafka. Ein Lesebuch (mit Bildern). Rowohlt (rororo 23444), Reinbek 2003, ISBN 978-3-499-23444-6. (Auch als Hardcover: Bertelsmann 2004)
- Mein Italien, kreuz und quer. Wagenbach, Berlin 2004, ISBN 978-3-8031-3192-8.
- Warum so verlegen? Über die Lust an Büchern und ihre Zukunft. Almanach anlässlich des vierzigjährigen Jubiläums. Mit einem Verzeichnis aller erschienenen Bücher. Wagenbach, Berlin 2004, ISBN 978-3-8031-2487-6.
- Italienische Weihnachten. Die schönsten Geschichten. Wagenbach, Berlin 2007/2019, ISBN 978-3-8031-1322-1.
- 100 Gedichte aus der DDR. Hrsg. m. Christoph Buchwald. Wagenbach, Berlin 2009, ISBN 978-3-8031-3222-2.
- Störung im Betriebsablauf. 77 Geschichten für den öffentlichen Nahverkehr. Wagenbach, Berlin 2014, ISBN 978-3-8031-3267-3.
- Franz Kafka. Ein Käfig ging einen Vogel suchen. Komisches und Groteskes. Wagenbach, Berlin 2018, ISBN 978-3-8031-1335-1.

## Filmografie
- Das Herz sitzt links. Klaus Wagenbach. Dokumentation, 75 Min., Deutschland 2005, Regie: Margit Knapp, Arpad Bondy, Erstausstrahlung: arte, 16. September 2006, Filmausschnitt, Besprechung im Tagesspiegel
- Gero von boehm begegnet: Klaus Wagenbach. Gespräch, 45 Min., Produktion: 3sat, Erstsendung: 12. September 2004, Ankündigung (Memento vom 23. Oktober 2004 im Internet Archive) von 3sat

## Hörspiel
- 2010: Julian Doepp: Leben mit Kafka. Klaus Wagenbach im Gespräch mit Julian Doepp. Redaktion: Herbert Kapfer (Gespräch) Bayerischer Rundfunk; Erstsendung: 18. Dezember 2010, Länge: 40′57″ Minuten